# 85W6-A Wiega
85W6-A Wiega (ros. 85В6-А Вега) – rosyjski pasywny system walki elektronicznej będący na wyposażeniu Sił Zbrojnych Federacji Rosyjskiej.

## Historia
Pod koniec lat dziewięćdziesiątych XX w. firma NPP Spiec-Radio z Biełgorodu (ros. Научно-производственное предприятие „Спец-радио”) stworzyła nowy pasywny system walki elektronicznej. Jego podstawowym zadaniem jest wykrywanie, identyfikacja i śledzenie celów powietrznych, naziemnych lub nawodnych. W tym celu system monitoruje przestrzeń powietrzną w dostępnym obszarze i odbiera oraz przetwarza sygnały radiowe emitowane przez sprzęt elektroniczny przeciwnika. System został zaprezentowany publicznie podczas Międzynarodowego Salonu Lotniczego i Kosmicznego MAKS-2003 w Żukowskim. W tym samym roku system został przyjęty do użytkowania.
W skład systemy wchodzi stacja centralna oraz trzy stacje wywiadu elektronicznego 85W6-E Orion (ros. 85В6-Е «Орион»). Stacje Orion mogą być rozlokowane w odległości ok. 20 km od jednostki centralnej, wynika to z ograniczeń łączności pomiędzy jednostkami systemu. Stacje Orion pracują w zakresie odbioru i wstępnego przetwarzania sygnałów radiowych. Otrzymane informacje przesyłane są bezpiecznym kanałem do punktu kontrolnego, gdzie są analizowane. Za pomocą metody triangulacji automatyka systemu Wiega jest w stanie określić położenie obiektu oraz określić jego trajektorię. Uzyskane informacje o wykrytych obiektach, ich położeniu oraz innych parametrach mogą być przekazywane w czasie rzeczywistym do systemów walki elektronicznej, jednostek obrony powietrznej, lotnictwa bojowego itp.

## Wersje
Na bazie systemu opracowano jego modyfikację noszącą oznaczenie 85W6-W (ros. 85В6-В). W tej wersji system ma możliwość śledzenia do 100 celów emisji radiowej w zakresie częstotliwości od 0,03 do 1,7 GHz.

## Wykorzystanie bojowe
System został wykorzystany podczas rosyjskiej agresji na Ukrainę w 2014 r. Stacja robocza Orion została utracona przez armię rosyjską w 2015 r. w rejonie Debelcewa.

## Konstrukcja
System Wiega jest zamontowany na czterech ciężarówkach Kamaz, każda z nich holuje na przyczepie system zasilania. Antena odbiorcza systemu znajduje się na przyczepie, sprzęt elektroniczny jest zamontowany na nadwoziu ciężarówki. Obsługa potrzebuje od 5 do 10 minut aby przygotować stację do pracy. W położeniu roboczym antena odbiorcza jest podnoszona na wysokość 13,5 metra i obraca się wokół osi pionowej z prędkością 180° na sekundę, maksymalny kąt elewacji to 20°. Wyposażenie stacji Orion pozwala na przetworzenie informacji o 60. celach jednocześnie. Stacja Orion pracuje w zakresie częstotliwości 0,2-18 GHz i w paśmie 500 MHz z rozdzielczością do 1 MHz. Błąd kierunkowy w namiarze celu nie przekracza 2-3 stopni. Zasięg wykrywania celów zależy od parametrów emitowanych przez nich sygnałów oraz zainstalowanych na nich urządzeń. Z odległości ok. 400 km wykrywane są bombowce strategiczne, z 150-200 km samoloty lotnictwa taktycznego. Stacja Orion posiada wbudowaną bazę charakterystyk celów co umożliwia analizę odebranych sygnałów i określenie prawdopodobnego typ celu. Pozyskane informacje są przesyłane do jednostki centralnej lub innych odbiorców z opóźnieniem nie większym niż 6-10 sekund. W razie potrzeby stacja Orion może również pracować samodzielnie.